# Odisha cleistantha
Odisha cleistantha är en orkidéart som beskrevs av Sarat Misra. Odisha cleistantha ingår i släktet Odisha och familjen orkidéer. Inga underarter finns listade i Catalogue of Life.